# كالوم بوتشير
كالوم بوتشير (بالإنجليزية: Calum Butcher) (26 فبراير 1991 في المملكة المتحدة - ) هو لاعب كرة قدم بريطاني في مركز الدفاع. لعب مع توتنهام هوتسبير ودندي يونايتد ونادي بارنت وهايز وييدينغ يونايتد ‏ ونادي بيرتن ألبيون وFC Hjørring ‏.

## وصلات خارجية
- كالوم بوتشير على موقع قاعدة بيانات كرة القدم.إي يو (الإنجليزية)
- كالوم بوتشير على موقع Soccerbase.com (لاعب) (الإنجليزية)
- كالوم بوتشير على موقع Soccerway.com (الإنجليزية)
- كالوم بوتشير على موقع عالم كرة القدم.نت (الإنجليزية)